# أبلق الأطلس
أبلق الأطلس (الاسم العلمي: Oenanthe seebohmi) المعروف أيضًا باسم أبلق الحنجرة السوداء أو أبلق هو طائر صغير يتكاثر في منطقة المغرب العربي بشمال إفريقيا والشتاء في غرب الساحل، كان يُعتبر سابقًا نوعًا فرعيًا من الأبلق الشمالي، ولكن أعيد تصنيفه كنوع متميز من قبل لجنة الطيور العالمية في عام 2021.